# Glass–Steagall Act

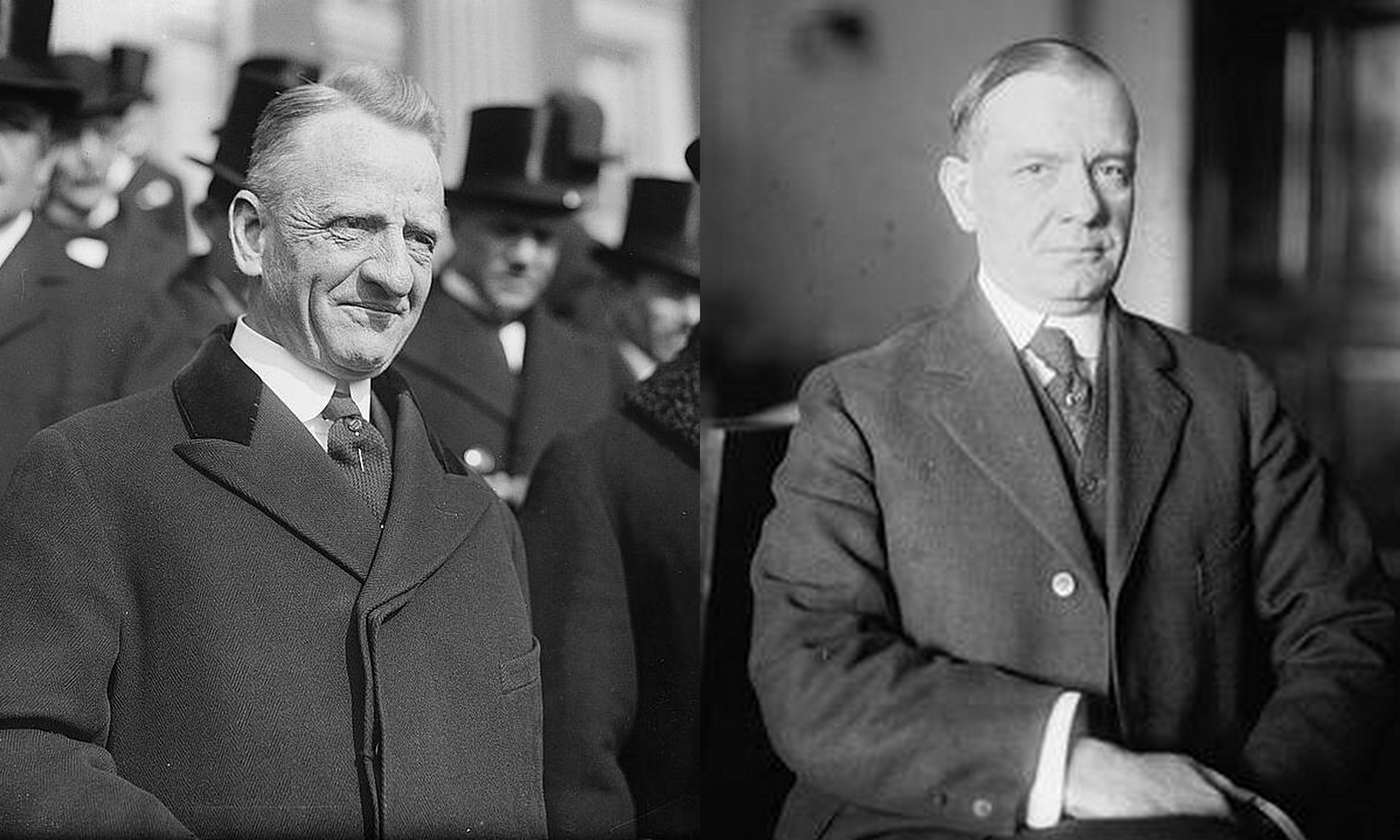
Senator Carter Glass (D—Virginia) och Kongressledamot Henry B. Steagall (D—Alabamas tredje distrikt), medsponsorerna av Glass–Steagall Act.

Glass–Steagall Act syftar på två separata amerikanska lagar, den ena antagen 1932 och den andra 1933. Båda sponsrades av Carter Glass och Henry B. Steagall från Demokratiska partiet. Den första Glass–Steagall-lagen auktoriserade Federal Reserve-bankerna att låna ut pengar till medlemsbanker i Federal Reserve-systemet på gruppbasis såväl som till enskilda medlemsbanker under vissa villkor. Lagen innebar också att Federal Reserve-bankerna fick rätt att trycka Federal Reserve-sedlar uppbackade av federala statsobligationer då en brist på sedlar hos Federal Reserve-bankerna annars skulle ha krävt uppbackning i guld. Den andra lagen som ofta beskrivits som Glass–Steagall Act heter formellt Banking Act of 1933.
Dock avses främst de fyra delar av lagen som berör separering av kommersiell bankverksamhet från investmentbankverksamhet som åsyftas. Under 2000-talet har flera länder i väst, däribland flera i Europa, diskuterat Glass Steagall-konceptet (på svenska: bankdelning) att dela upp bankerna i två delar. Detta för att skilja bankernas spekulationsverksamhet från kreditgivning till allmänhet och företag i syfte att kunna främja det senare, snarare än det förra. Ett centralt argument i den debatten, framfört av bland andra nationalekonomen Joseph Stiglitz och juristen/senatorn Elizabeth Warren, är att avskaffandet av Glass–Steagall bidragit till den globala finanskrisen 2008–2009.

## Debatt under 2000-talet

### USA
Ekonomerna Robert Kuttner, Joseph Stiglitz, Elizabeth Warren, Robert Weissman och Richard D. Wolff menar att avskaffandet av Glass–Steagall bidragit starkt till finanskrisen 2008-2009. Joseph Stiglitz menar även att Glass Steagalls upphörande medfört att investmentkulturen blivit den klart dominerande sektorn för bankerna liksom att risktagandet ökat. Även Paul Krugman menar att skrotandet av Glass Steagall var ett misstag, även om detta i sig inte orsakade finanskrisen. Denna orsakades istället, enligt Krugman, av "skuggbanker" såsom Lehman Brothers, "which don’t take deposits but can nonetheless wreak havoc when they fail."

### Europa
I den ekonomiska debatten i Europa, influerad av finanskrisen 2008-2009 liksom av den europeiska statsskuldkrisen, har ett antal akademiker i Europa tydliggjort att de står bakom kravet på bankdelning även i Europa. Däribland i Frankrike där bankexperter från SFAF och World Pensions Council (WPC) har argumenterat för att en europeisk Glass–Steagall Act skall ses i den bredare kontexten av maktdelning i EU-lagstiftningen. Detta perspektiv har stärkts efter Liborskandalen, då även ledarartiklar i Financial Times talade om behovet för en Glass Steagall Act II för hela EU. Även EU har beslutat att tillsätta en kommission för att utreda möjligheten för bankdelning, vilket kommissionären för den inre marknaden Michel Barnier tillkännagav inför Europaparlamentet den 22 november 2011.

#### Nationella europeiska debatter
I Schweiz beslutade parlamentet den 30 september 2011 att införa en variant av bankdelning. Den nya lagen innebär bland annat att storbankerna UBS och Credit Suisse måste höja sin kapitaltäckning till 19 procent. De måste även utarbeta en "katastrofplan" så att de viktiga banktjänsterna kan upprätthållas även vid bankkriser. Bakgrunden till debatten är UBS brakförlust på 2,3 miljarder euro.
I Storbritannien har den oberoende bankkommissionen föreslagit en form av bankdelning. Dock föreslås inte att bankerna delas i oberoende bolag, som i den amerikanska Glass–Steagall-lagen, utan bara att verksamheterna delas upp till olika avdelningar inom banken. Enligt förslaget skall reformen vara införd år 2019.
I Italien har fyra bankdelningsmotioner lagts under 2012 i parlamentets båda kamrar. Ingen motion har dock antagits av sitt respektive utskott. Den förre finansministern Giulio Tremonti (Pdl, Frihetsfolket) är en av motionärerna.
I Norden har partiledare för sex vänsterpartier uttryckt sin djupa kritik av att regeringar och centralbanker "pumpat in ofattbara summor av skattebetalarnas pengar i banker och andra finansinstitut" under den senaste finanskrisen. Mot den bakgrunden kräver de att "finansmarknaden regleras så att skattebetalarna slipper stå för notan när bankerna ska räddas" och att "samhällsviktig bankverksamhet måste skiljas från finansiell spekulation". Partierna är inte helt emot att regeringen i kristider räddar banker, men de är emot att regeringar räddar bankernas spekulationsverksamhet. I artikeln föreslås även reglerad konkurrentlagstiftning, högre kapitaltäckningskrav, nya skatter för finanssektorn och reglerade marknadsplatser. Förutom vänsterpartiledarna är Ulla Andersson, Vänsterpartiet, och Alfheidur Ingadottir, Island, talespersoner för bankdelning i Norden. Alfheidur Ingadottir har lagt en motion till Alltinget om att regeringen bör förbereda för en fullständig bankdelning och menar även att frågan bör tas upp i Nordiska rådet.

## Artiklar
- Tabbarok, Alexander: The Separation of Commercial and Investment Banking